# لوییس اوپندا
لوییس اوپندا (انگلیسی: Loïs Openda؛ زادهٔ ۱۶ فوریهٔ ۲۰۰۰) بازیکن فوتبال اهل بلژیک است.
از باشگاه‌هایی که در آن بازی کرده‌است می‌توان به باشگاه فوتبال کلوب بروژ و باشگاه فوتبال ویتس‌آرنهم اشاره کرد.
وی همچنین در تیم‌های ملی فوتبال زیر ۱۷ سال بلژیک، زیر ۱۷ سال بلژیک، زیر ۲۱ سال بلژیک، و بلژیک بازی کرده‌است